# Округ Бартоу (Џорџија)
Округ Бартоу (енгл. Bartow County) је округ у америчкој савезној држави Џорџија.

## Демографија
По попису из 2010. године број становника је 100.157, што је 24.138 (31,8%) становника више него 2000. године.
| Група             | 2000.          | 2010.          |
| Белци             | 65.644 (86,4%) | 79.803 (79,7%) |
| Афроамериканци    | 6.600 (8,7%)   | 10.178 (10,2%) |
| Азијати           | 386 (0,5%)     | 719 (0,7%)     |
| Хиспаноамериканци | 2.524 (3,3%)   | 7.690 (7,7%)   |
| Укупно            | 76.019         | 100.157        |